# Slowdive (album)
Albums de Slowdive
Pygmalion
(1995) Everything is Alive
(2023)
Singles
1. Star Roving
Sortie : 12 janvier 2017
2. Sugar for the Pill
Sortie : 28 mars 2017

Slowdive est le quatrième album du groupe anglais Slowdive, qui paraît le 5 mai 2017 sous le label Dead Oceans. Il s'agit du premier album du groupe depuis Pygmalion, paru 22 ans plus tôt.

## Historique
Rachel Goswell décrit ce nouvel album comme un « retour aux sources » ; Neil Halstead le trouve « plus direct, plus pop ». Le batteur Simon Scott a contribué à l'ajout de « textures abstraites » proches de Pygmalion, sur des titres tels que Slomo ou Falling Ashes, à partir d'un logiciel.
Deux singles, Star Roving et Sugar for the Pill, ont fait l'objet d'un clip officiel et ont été interprétés sur scène .

## Liste des pistes
1. Slomo - 6:53
2. Star Roving - 5:38
3. Don't Know Why  - 4:32
4. Sugar for the Pill - 4:30
5. Everyone Knows  - 4:22
6. No Longer Making Time  - 5:45
7. Go Get It  - 6:07
8. Falling Ashes - 8:02